# Kalininec
Kalininec (in russo Калининец?) è una cittadina della Russia europea centrale, situata nell'oblast' di Mosca. Apparteneva amministrativamente al Naro-Fominskij rajon.
Sorge nella parte centro-meridionale dell'oblast', alcune decine di chilometri a sudovest della capitale russa.